# Низамутдинов, Салават Ахмадиевич
Салават Ахмадиевич Низаметдинов (баш. Салауат Әхмәҙей улы Низаметдинов; 3 марта 1957 года — 29 июля 2013 года) — башкирский композитор, Заслуженный деятель искусств Российской Федерации, председатель Союза композиторов РБ, член Союза композиторов СССР (1983).

## Биография
Салават Ахмадиевич Низаметдинов родился 3 марта 1957 года в многодетной шахтерской семье пос. Миндяк Учалинского района БАССР.
В семь лет пошёл учиться в Уфимскую школу-интернат для слепых детей. Здесь он пел в хоре интерната, осваивал баян, домру, кларнет, трубу.
В 11 лет, его приняли в Филиал детской музыкальной школы № 1, в класс незрячего баяниста и композитора Н. Я. Инякина (трагически погиб в 1974 году), по окончании которой учился в Уфимском училище искусств. В училище начал сочинять музыку — написал три прелюдии и Поэму памяти Н. Я. Инякина (для баяна), три романса на слова П. Ронсара.
Под руководством педагога Салават Ахмадиевич изучал литературу, философию, музыкальные предметы, много сочинял. В 1979 году на Международном конкурсе незрячих композиторов в Праге ему была присуждена третья премия за романсы на стихи А. Блока, а в 1988 году, на том же конкурсе С. Низаметдинов был удостоен второй премии за вокальный цикл «Черновик» на стихи Ники Турбиной. Дипломной работой стала вокальная симфония в пяти частях: «Разговор с Салаватом» на башкирском языке.
По окончании института искусств поступил в аспирантуру Московского государственного музыкально-педагогического института имени Гнесиных (ныне Российская академия музыки) к профессору Г. И. Литинскому, которому впоследствии посвятил Струнный квартет до-минор.
В 1983 году С. Низаметдинов вступил в Союз композиторов СССР, а в 1988 году он получил золотую медаль Выставки достижений народного хозяйства СССР за вокальную симфонию «Разговор с Салаватом».
В 1989 году по приглашению кинорежиссёра Нуруллина Рената Хаматовича написал оригинальную музыку и песни к художественно-публицистическому фильму «Хадия» о трагической судьбе выдающейся башкирской писательницы Давлетшиной Хадии Лутфулловны.
Семья: женат трижды, двое детей.
Есть двоюродные братья. Племянники.
Салават Низаметдинов скончался 29.07.2013. Похоронен на Южном кладбище г. Уфы.

## Творчество
Опера «Черные воды» по одноимённой поэме Мустая Карима (1989).
Опера «В ночь лунного затмения» (1996). В 1997 году опера была выдвинута на соискание государственной премии имени Салавата Юлаева.
Опера «Memento!» («Помни») (2000).
Молодёжная рок-опера «Звезда Любви» (2002).
Триады: «Художник — Искусство — Жизнь». Впервые она прозвучала в вокальной симфонии «Разговор с Салаватом».
С. Низаметдинов сочинял оперы, симфонии, хоры, романсы, музыку к драматическим спектаклям и эстрадные песни.
Он написал множество камерно-вокальных и камерно-инструментальных произведений, более двухсот эстрадных песен, музыку к спектаклям, документальным и художественным фильмам.
В 2003 году указом В. В. Путина за заслуги в области искусства Салавату Низамутдинову было присвоено почетное звание «Заслуженный деятель искусств Российской Федерации».

## Награды и звания
- Лауреат государственной премии премии им. Г. Саляма.
- Заслуженный деятель искусств Российской Федерации (2003)

## Память
- В 2015 году Учалинскому колледжу искусств и культуры присвоили имя Салавата Низаметдинова.[1]